# Ophichthus brevirostris
Ophichthus brevirostris är en fiskart som beskrevs av Mccosker och Ross 2007. Ophichthus brevirostris ingår i släktet Ophichthus och familjen Ophichthidae. Inga underarter finns listade i Catalogue of Life.